# Kasteel Groenveld (Grimbergen)

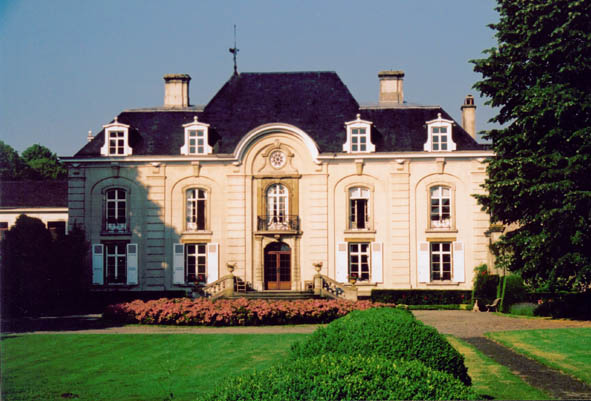
Kasteel Groeneveld

Het Kasteel van Vroenevelde of Kasteel van Groen(e)veld is een kasteel met hoeve in de Belgische gemeente Grimbergen, aan de rand van het Kattemeuterbos. De benaming van dit kasteel is afkomstig van het woord vroente. In de Frankische tijd was een vroente een plaats waar de bewoners vrij hun vee konden laten grazen, hout sprokkelen en turfsteken. Door schenking kwam het domein in het bezit van de Abdij van Grimbergen, die er een hoeve bouwde. In de 19e en de 20e eeuw werd deze omgebouwd tot een kasteel. Het uitzicht van de hoeve werd hierbij wel min of meer bewaard. Bij deze verbouwing werd ook afbraakmateriaal van de oude abdij gebruikt, die door het bewind van de Franse Revolutie vernietigd werd.